# مكتبة هامبورغ التقنية
المكتبة الجامعية للجامعة الهامبورغية للتقنية (الاختصار العربي: م.ج.ل.ه.ت) هي مؤسسة مركزية تابعة لجامعة هامبورغ للتقنية.
تضم مقتنيات مكتبة الجامعة حوالي 465,000 مجلد. نحو 10٪ من هذه المقتنيات متاحة للعموم في قاعات القراءة على مساحة تتجاوز 1,700 متر مربع، بينما نحو 90٪ من المقتنيات محفوظة في المستودعات.
تُقدّم مكتبة جامعة هامبورغ التقنية (م.ج.ه.ت) ما يلي:
- أكثر من 465,000 مادة مطبوعة، منها حوالي 45,000 مادة مطبوعة (مجموعة من الكتب الدراسية والأعمال الأدبية في قاعة القراءة) متاحة مباشرة لعامة الناس.
- مجموعة كتب دراسية للطلبة الجامعيين تضم 1,806 عنوانًا مختلفا مع 14,970 نسخة قابلة للإستعارة.
- 153 مجلة علمية مطبوعة و57,114 مجلة علمية رقمية.
- الوصول المباشر إلى حوالي 600,000 كتابا رقميا.
- 395 مقعدًا للعمل الفردي والجماعي، بعضها يمكن حجزه مسبقًا.
- 37 أماكن عمل حاسوبية.
- 2 من الماسحات الضوئية للكتب.